# Ефстатиос Алонефтис
Ефстатиос Алонефтис (на гръцки: Ευστάθιος Αλωνεύτης) е кипърски футболист, нападател, който играе за АПОЕЛ Никозия.

## Кариера
Започва кариерата си в Омония през 2000 г., но от едва от сезон 2003/04 е титуляр. С Омония печели по една титла (2003), купа (2001) и суперкупа (2005). На 22 юни 2005 г. е закупен от гръцкия Лариса за сумата от CYP £136 000. Сезон 2006/07 е силен за Алонефтис и той е поканен на проби в Куинс Парк Рейнджърс, но до трансфер не се стига. По това време играе и финал за купата на Гърция, спечелен от Лариса с 2:1 срещу Панатинайкос. На 31 май 2007 г. е привлечен в Енерги Котбус по правилото Босман, като той става първият кипърец, който играе в Бундеслигата. На 28 юни 2008 г. се завръща в Омония с 5-годишен договор. На 1 юни 2012 г. договорът му е прекратен по взаимно съгласие. Седмица по-късно, Алонефтис преминава в АПОЕЛ. В края на сезона печели титлата. През сезон 2013/14 играе в груповата фаза на Лига Европа и печели требъл на местно ниво. През сезон 2014/15 взима участие в 5 мача от групите на шампионската лига. През 2015 г. печели дубъл.

### Национален отбор
Титуляр е в националния отбор на Кипър. Дебютът му е на 30 март 2005 г. срещу Швейцария в световна квалификация.

## Отличия
Омония Никозия
- Кипърска първа дивизия (2): 2002/03, 2009/10
- Носител на Купата на Кипър (3): 2005, 2011, 2012
- Носител на Суперкупата на Кипър (2): 2003, 2010

 Лариса
- Носител на Купата на Гърция (1): 2007

 АПОЕЛ Никозия
- Кипърска първа дивизия (5): 2012/13, 2013/14, 2014/15, 2015/16, 2016/17
- Носител на Купата на Кипър (2): 2014, 2015
- Носител на Суперкупата на Кипър (1): 2013